# Маслово (Мішкинський район)
Ма́слово (рос. Маслово) — присілок у складі Мішкинського району Курганської області, Росія. Входить до складу Острівнинської сільської ради.
Населення — 91 особа (2010, 163 у 2002).